# Als het fout gaat
Als het fout gaat is een lied van de Nederlandse rapper Lijpe in samenwerking met de Algerijns-Franse rapper Boef. Het werd in 2019 als single uitgebracht en stond in hetzelfde jaar als tweede track op het album Fastlife van Lijpe. 

## Achtergrond
Als het fout gaat is geschreven door Abdel Achahbar, Sofiane Boussaadia, Cas Breukers en Olivier Gerritsen en geproduceerd door Ryba. Het is een nummer uit het genre nederhop. In het lied rappen de artiesten over de mensen om hun heen en wie ze wel of niet kunnen vertrouwen. 
Het is niet de eerste keer dat de twee artiesten met elkaar samenwerken. Voor Als het fout gaat waren ze samen onder andere te horen op Wie praat die gaat en Terug naar toen en na Als het fout gaat op Nu heb ik paper, Chance pakken en Schakelen.

## Hitnoteringen
De artiesten hadden succes met het lied in de hitlijsten van het Nederlands taalgebied. Het piekte op de vijftiende plaats van de Single Top 100 en stond vier weken in deze hitlijst. De Top 40 werd niet bereikt; het lied bleef steken op de zesde plaats van de Tipparade. Ook in de Vlaamse Ultratop 50 was er geen notering. Het kwam hier tot de 29e positie van de Ultratip 100.